# 朔里镇
朔里镇，是中华人民共和国安徽省淮北市杜集区下辖的一个乡镇级行政单位。

## 行政区划
朔里镇下辖以下地区：
西村社区、东村社区、朔北村社区、朔南社区、徐楼村、沈集村、矬楼村、官庄村、坡里村、段庄村、葛塘村和罗里村。